# Levhart arabský
Levhart arabský či leopard arabský (Panthera pardus nimr) je poddruh levharta skvrnitého žijící ostrůvkovitě při okrajích Arabského poloostrova a v malé části Izraele. Jeho biotopem jsou většinou horské, skalnaté, aridní oblasti, v nichž se nacházejí v potřebném množství zdroje vody (cca 1 na vzdálenost 3 km). Jedná se o velmi světlý a malý poddruh, hmotnost dospělých jedinců jen málokdy převyšuje 30 kg. Kromě období páření žije samotářským životem, setkání s člověkem se pokud možno vyhýbá. Loví nejčastěji gazely, kozorožce, zajíce, damany, dikobrazy a rozličné menší živočichy. Když má možnost a chybí mu přirozená kořist, napadá i domácí zvířata. Ještě začátkem 20. století byl levhart arabský rozšířen na velké části Arabského poloostrova, v Palestině a na Sinaji, ale postupně se jeho teritorium fragmentovalo a počet jedinců rychle klesal. Celková populace dosahuje začátkem 21. století jen 170–320 dospělých jedinců (z toho asi 70 v chovaných v zajetí) a Mezinárodním svazem ochrany přírody je klasifikován jako kriticky ohrožený. Nebezpečím pro něj je nelegální lov a úbytek přirozené kořisti, přičemž za obojím stojí svou činností člověk.

## Jméno a taxonomie

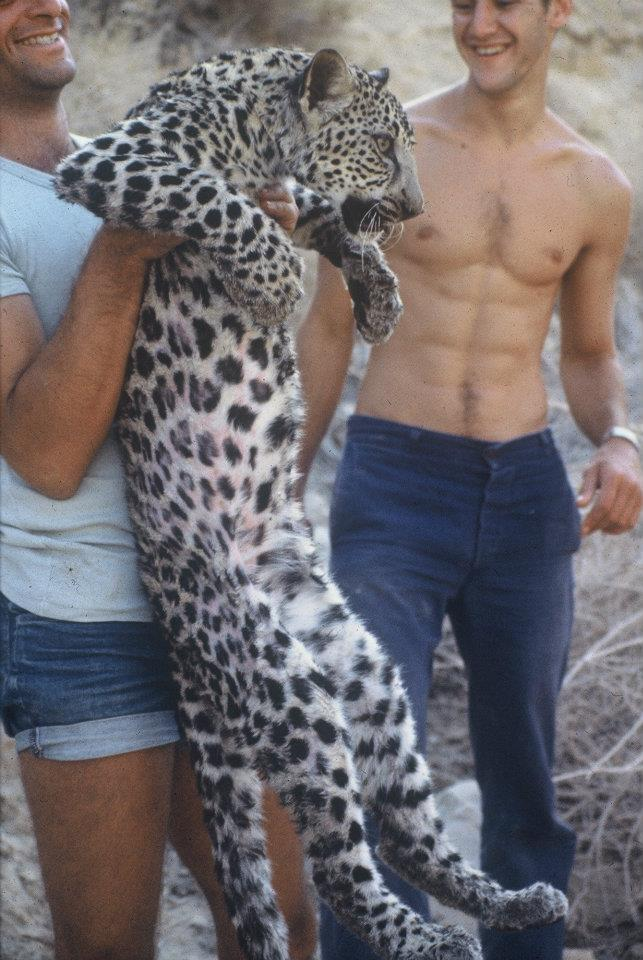
Mladý jedinec odchycený v Judské poušti v 80. letech 20. století

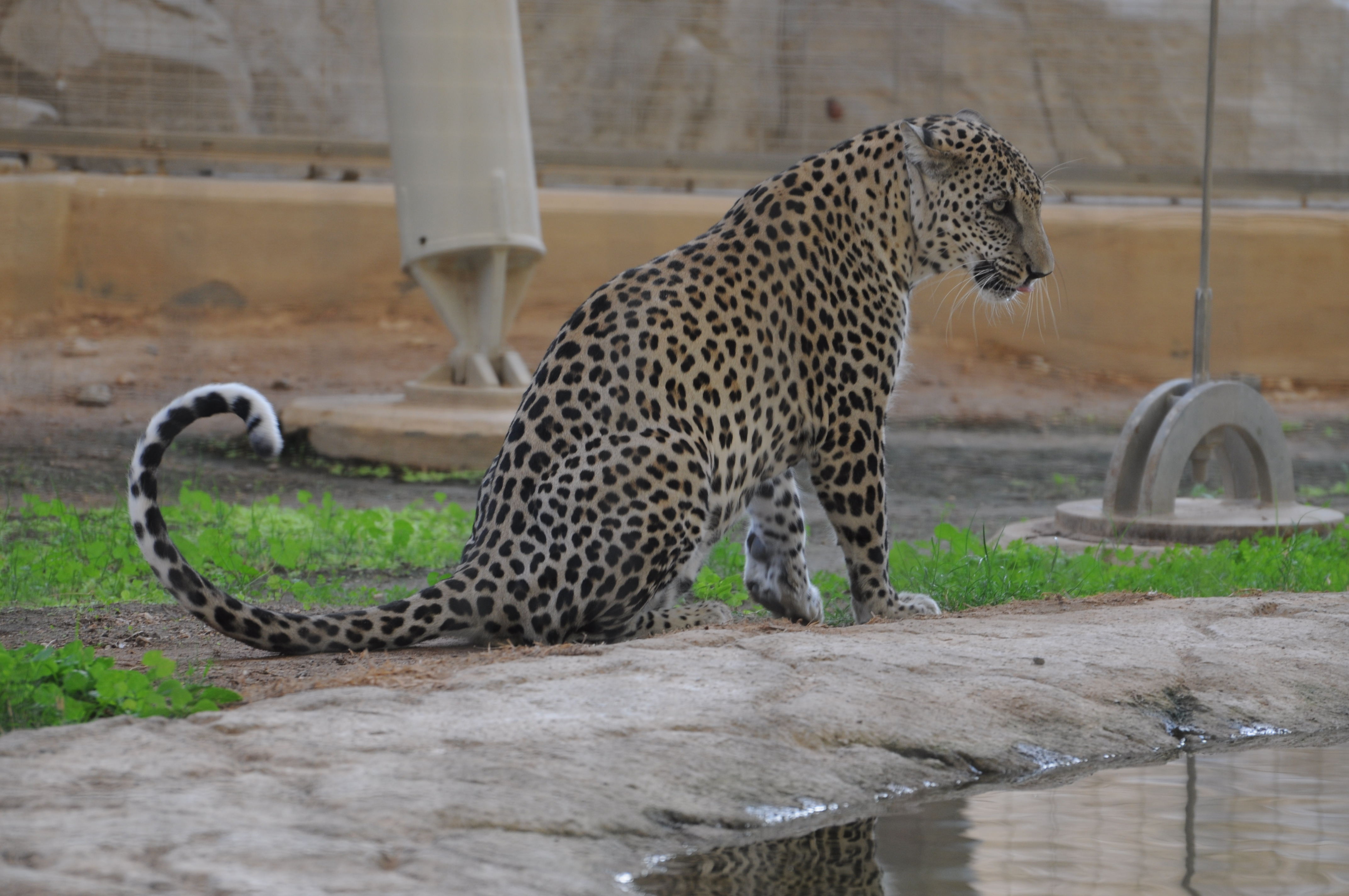
Jedinec chovaný v Al Ain Zoo (SAE)

Levhart arabský byl jako poddruh levharta skvrnitého uznáván už od roku 1833, a to přesto, že byl popsán na základě pouze jedné kožešiny. Dostal trinomické jméno nimr, což arabsky znamená „levhart“, „tygr“ či „zvíře vypadající jako tygr se skvrnami“. Arabsky mluvící lidé mu obvykle říkají النمر العربي‎ (al-nimr al-arabí). Hebrejsky se nazývá נמר המדבר‎ (nemer ha-midbar), tj. levhart pouštní, či נמר ערבי‎ (namer aravi), tedy levhart arabský.
Další levhartí subspecie postupně přibývaly a v 80. letech 20. století jich bylo uváděno již téměř 30. Poté, co byla taxonomie těchto šelem podrobena genetickému zkoumání, však došlo v roce 1996 k redukci poddruhů na 8, a levhart arabský mezi nimi chyběl, neboť byl sloučen s levhartem perským (Panthera pardus saxicolor). Tato kategorizace byla v roce 2001 přehodnocena s výsledkem, že Panthera pardus nimr je přece jen samostatný poddruh. Za znovuuznáním stál jeden exemplář jihoarabského původu (toho času chovaný v zajetí v Izraeli), jemuž byly odebrány vzorky. Podle zkoumání mitochondriální DNA museli žít levharti arabští poměrně dlouho v izolaci od ostatních poddruhů. Panthera pardus jarvisi, neboli levhart sinajský, byl dříve vyčleňován jako samostatný poddruh, ale v roce 2001 byl provizorně zařazen k levhartu arabskému, aniž by jeho vzorky byly testovány. Taxonomie levhartů, zvláště na Blízkém východě, však stále není uspokojivě vyřešena, a je možno do budoucna očekávat další změny.

## Popis
Levhart arabský je nejmenším poddruhem levharta. Velikostí se mu blíží pouze některé formy levharta afrického (např. z Kapska v Jihoafrické republice). Délka dosahuje od 160 cm u malých samic až po 210 cm u největších samců, z toho na ocas připadá asi 66–86 cm. Hmotnost dospělých jedinců se pohybuje od 18 do 34 kg. Barevně patří tento poddruh mezi světlé formy, základní barva je většinou krémová s mírně oranžovým nádechem, někdy může být až téměř bílá. Vnitřek rozet bývá poněkud tmavší, než srst v jejich okolí. Výskyt melanismu není žádnými autory zmiňován. Vzhledem k poměrně subtilní tělesné stavbě (především u samic) vyniknou u této kočky velké daleko od sebe posazené oči na relativně malé hlavě. Velikostní pohlavní dimorfismus je patrný (samci jsou větší), ale nikoliv velmi výrazný, jako například u levharta cejlonského (Panthera pardus kotiya).

## Rozšíření a biotop

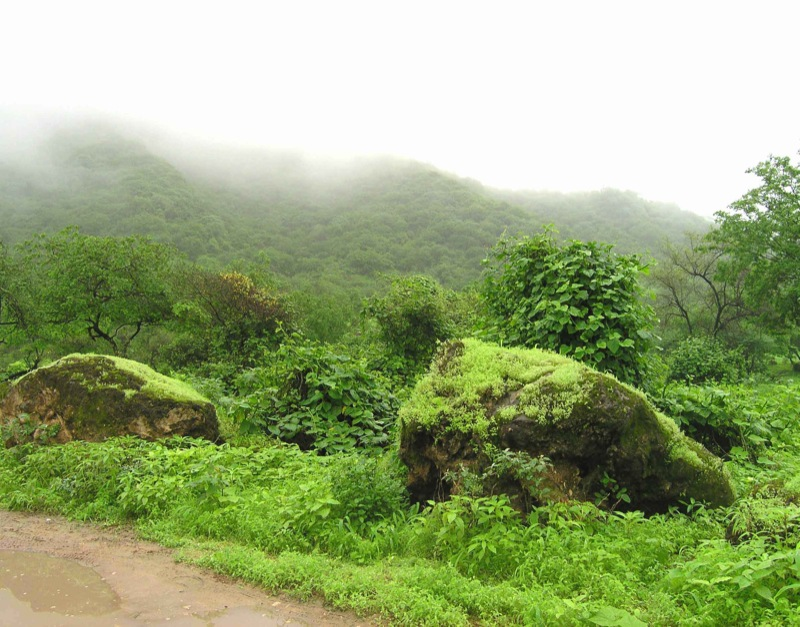
Biotop levharta arabského nemusí být nutně suchý. Příroda v Dafáru v jižním Ománu po monzunových deštích

Až do začátku 20. století žil levhart arabský na velké části Arabského poloostrova, na Sinaji a v Levantě. V severní části svého habitatu se mohl potkávat s levhartem perským a anatolským. Postupně se však území výskytu stále zmenšovalo a začátkem 21. století už byla šelma rozšířena jen ostrůvkovitě. V Izraeli se vyskytoval v Negevské a Judské poušti, v Jemenu žije v provincii Hajjah a Al Mahrah, a v Ománu v oblasti Dafáru. Ve Spojených arabských emirátech možná přežívá pár jedinců při hranici s Ománem. V Saúdské Arábii žil ještě na začátku 21. století v oblasti pohoří Saravát a Hidžáz, avšak rozsáhlý výzkum v západní části tohoto státu z let 2020 až 2022 neprokázal výskyt ani jednoho levharta. V Sýrii, Egyptě a Jordánsku byl vyhuben.
Levhart arabský dává přednost skalnatým pohořím s hlubokými údolími. Nevadí mu suchý polopouštní biotop, ale musí mít zdroje vody (cca 1 na vzdálenost 3 km) a dostatek úkrytů jak před člověkem, tak před vysokými poledními teplotami. Čistě písečným pouštním oblastem se vyhýbá. Jeho oblíbeným vegetačním pokryvem jsou porosty křovin a akácií. Ačkoliv v současnosti (začátek 21. století) žije prakticky výhradně v horách a jiném nepřístupném terénu, ještě před asi 100 lety se vyskytoval i v níže položených nečlenitých oblastech, kde je možno ho ve výjimečných případech zastihnout i dnes (pozorování z roku 2012).

## Populace
Celkovou divokou populaci levharta arabského tvoří určitě méně než 250 jedinců, přičemž žádná propojená subpopulace jich nemá více než 50. Střízlivé odhady z roku 2022 hovoří o 120 jedincích, velmi pesimistické z desátých let 21. století dokonce jen o 100 kusech. Největší populace se nachází v Ománu (v Dafáru je zřejmě vůbec největší subpopulace), nicméně ani zde novější průzkumy nepotvrdily, že by místní levharti nějak prospívali. V ostatních státech žijí jen nepatrná společenstva těchto koček. Například v Izraeli bylo při podrobném mapování v letech 2001–2002 zjištěno pouhých 8 zvířat (3 v Judské poušti, 5 v Negevské poušti), z toho 5 samců a 3 samice. Poslední pozorování z Negevské pouště se datují do roku 2010 a předpokládá se, že životaschopná populace v Izraeli již neexistuje. Neznámou je množství jedinců v Saúdské Arábii. Tam sice odhad k roku 2006 hovořil o 60–425 jedincích, ale tato poměrně příznivá čísla se nepodařilo potvrdit. Naopak jedinými ověřenými pozorováními v tomto státě v poslední době (2007–2014) bylo několik otrávených levhartů. Poslední prokázaná spatření živých šelem v Saúdské Arábii pocházejí z roku 2002. Výzkum ze začátku 20. let 21. století nepotvrdil žádnou populaci a jestli levhart na území Saúdské Arábie vůbec žije, pak jde nejspíše jen o několik málo rozptýlených jedinců. Na hranicích mezi Ománem a Spojenými arabskými emiráty snad může existovat populace 5–10 jedinců. V Jordánsku byl poslední jedinec spatřen roku 1987. Velikost populace v Jemenu je velmi těžko zjistitelná, ale s největší pravděpodobností je malá a roztříštěná.
Tyto pesimistické údaje dále umocňuje fakt, že počet levhartů chovaných v zajetí je rovněž velmi malý. Oficiálně je v různých zoologických zahradách a rozmnožovacích střediscích registrováno jen asi 70 zvířat, což dělá z tohoto poddruhu nejméně početného levharta skvrnitého (přibližně stejně nízkého počtu dosahuje levhart mandžuský, i když tam je opačný poměr mezi divokou a v zajetí chovanou populací).

## Biologie

### Chování

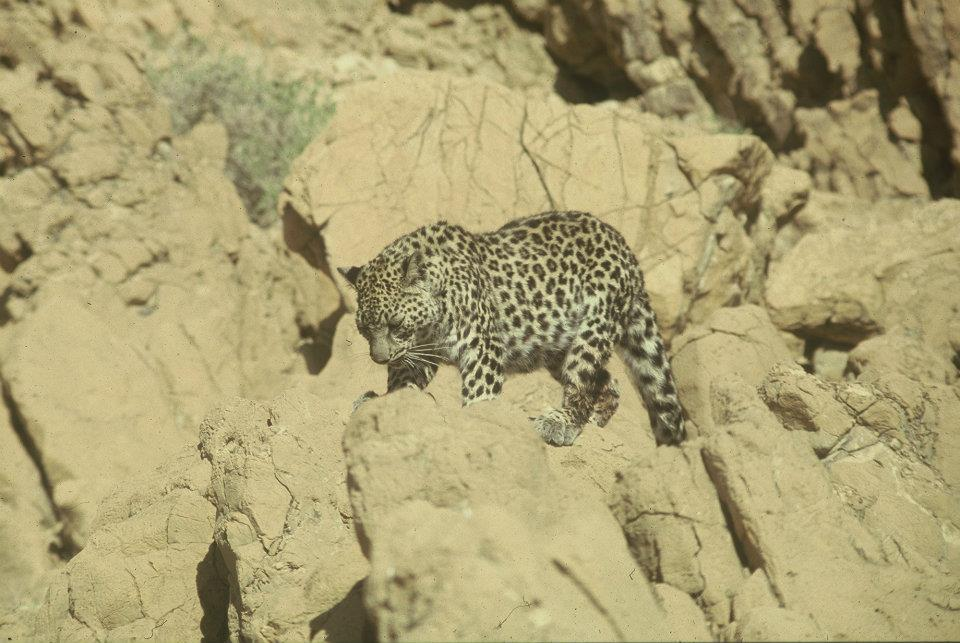
Levhart arabský vyfotografovaný v Judské poušti v 80. letech 20. století

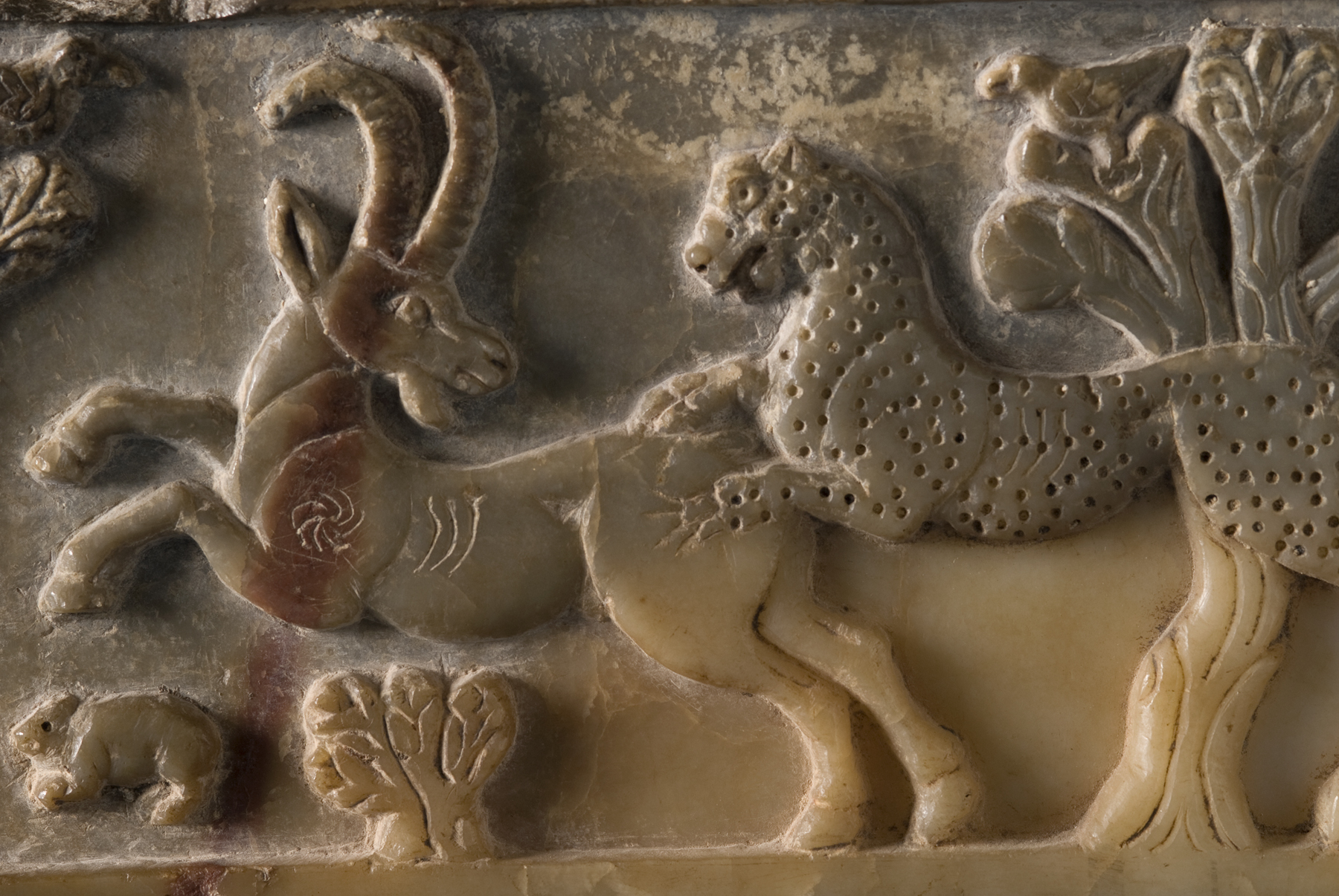
Levhart útočí na kozorožce. Reliéf v alabastru z 5. století př. n. l. (Jižní Arábie)

Levhart arabský je obvykle samotářské zvíře. Pokud se vyskytuje několik jedinců pohromadě, jde buď o samici s mláďaty, nebo o pár během páření. Jedná se sice spíše o nočního živočicha, ale pokud není vyrušován blízkostí člověka, bývá aktivní i ve dne. Fotopasti ho zachytily v mnoha případech ráno a pozdě odpoledne. Aktivitě během poledního žáru se vyhýbá. Arabští levharti potřebují k životu rozsáhlá území, protože hustota kořisti v aridních oblastech je relativně nízká. Teritorium samce bývá větší a může v sobě zahrnovat území vícero samic. Odhadovaný minimální nárok na prostor je u samic 60 km2 a u samců 100 km2. Přesná data jsou vzácná, ale například v Izraeli v 80. letech 20. století měřilo území samic 84 km2 a samců 137 km2, což je podstatně více, než je běžné u afrických, indických a thajských levhartů. V Ománu opatřili jedno zvíře vysílačkou, a to během měsíce prošlo vzdálenost více než 500 km. Území si šelma značkuje drásáním kůry stromů, hrabáním půdy, pachovými stopami a trusem.

### Obživa
Levhart arabský loví jakékoliv dostupné živočichy až do velikosti mladého velblouda. K jeho hlavní kořisti patří kozorožec núbijský (Capra nubiana), daman skalní (Procavia capensis), tahr arabský (Arabitragus jayakari), zajíc africký (Lepus capensis), gazela obecná (Gazella gazella), v oblasti Izraele i gazela dorkas (Gazella dorcas). Útočí rovněž na dikobrazy, různé ptáky, hlodavce a plazy. Nepohrdne ani hmyzem. Výjimečně zabije i menšího velblouda či osla. Z výše jmenovaných jsou některé druhy v levhartí domovině velmi vzácné či dokonce na pokraji vyhubení (tahr a gazela obecná), proto se musí šelma často přeorientovávat na dostupnější kořist. Napadá tak i domácí zvířata, především kozy, ovce a psy. V 90. letech 20. století byly posbírány vzorky trusu levhartů ze Spojených arabských emirátů, konkrétně z oblasti Vádí Zeebat. Následná analýza ukázala, že jejich hlavní kořistí zde byly kozy, následovány zajíci a ptáky. Má se za to, že občas může zabít i mladé paviány. Usmrcuje i menší predátory, jako jsou ženetky a lišky (např. lišky pouštní nebo lišky kana). Jídelníček si doplňuje trávou nebo jiným rostlinným materiálem. Útočí přepadem ze zálohy (plížení, křoviny, strom, skála), kořist pronásleduje jen na krátkou vzdálenost. Zabíjí mocnými údery tlap a kousnutím do hrdla či šíje. Někdy usmrtí větší kořist tím, že jí prokousne čumák. Byl zaznamenán případ, kdy 26kg samice takto zabila 72kg kozorožce. Vzhledem k absenci silnějších predátorů si ulovené zvíře jen výjimečně vynáší do korun stromů, což platí obecně i pro další asijské levharty.

### Rozmnožování

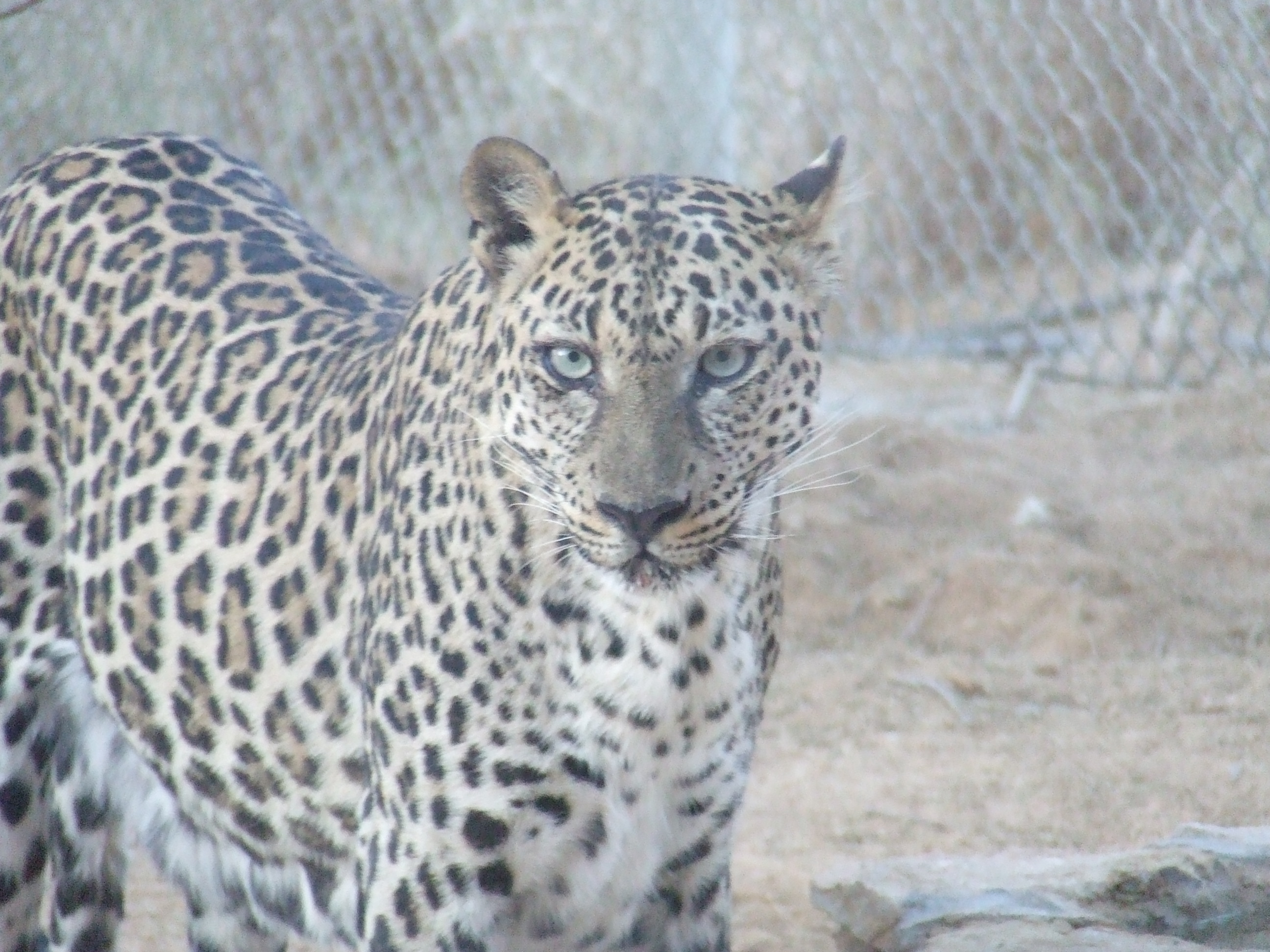
Levhart arabský z chovného střediska Šardžá (SAE)

Páření probíhá celoročně, i když například v Izraeli mívají levharti říji nejčastěji v březnu. Říje samic trvá obvykle 5 dní, pozorování ze zoologických zahrad hovoří o 7 dnech. Následně po zhruba 97–100 dnech březosti porodí 1–4 mláďata. Počet mláďat ve vrzích v zajetí bývá zřejmě menší, než je obvyklé v divočině; v průměru jde jen o 1,25 mláděte na vrh. Koťata se rodí slepá a vidět začínají po cca 7 dnech. Matka je chrání v úkrytu (opuštěné doupě, husté křoví, malá jeskyně) a pravidelně prvních několik týdnů jsou přesouvána na jiné místo jako ochrana před predátory. Po třech měsících jsou odstavena, ale zůstávají s matkou až do věku dvou let. Pohlavní dospělosti dosahují zhruba ve 2–3 letech, rozmnožovat se začínají o něco později, přibližně ve 3–4 letech. V přírodě se dožívají 12–15 roků (více jen zcela výjimečně), v zajetí až 24 let. Samice přestávají být plodné po dosažení 17–19 let.

## Ohrožení

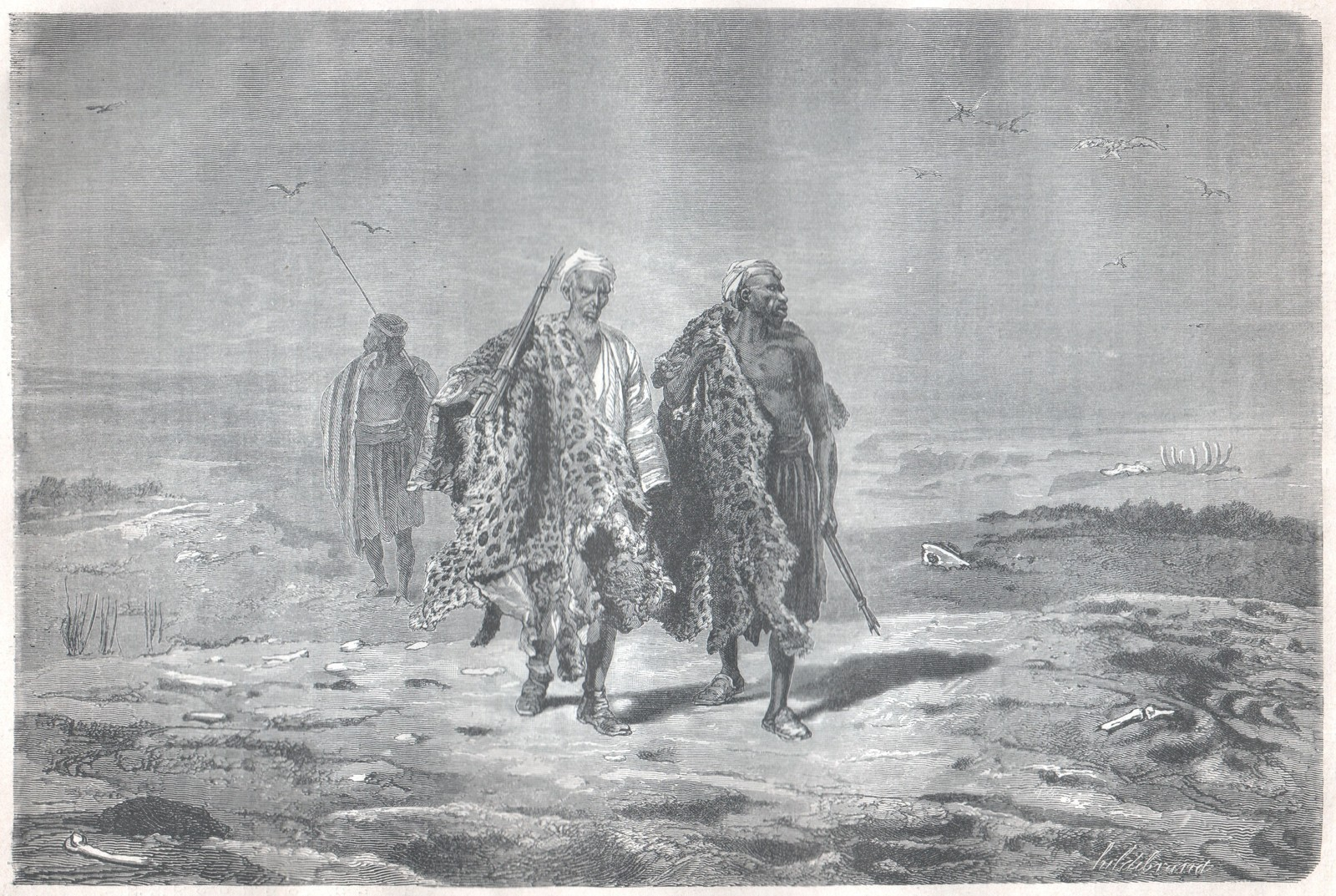
Obchod s kůžemi levhartů probíhal na Blízkém východě od pradávna – zde arabští obchodníci v 19. století

Hlavním viníkem současného kritického stavu levharta arabského je člověk. Tato velká kočka je lovena minimálně 5 000 let, přičemž stále existují i tisíce let staré pasti určené k jejímu lapení. I v současnosti (2018) lidé perzekvují levharta, kdykoliv mají příležitost. Hlavním důvodem nenávisti vůči této šelmě byly a stále jsou její útoky na domácí zvířata, především kozy a ovce, ale i velbloudy. Příčinou je i prostý strach před tímto zvířetem. To však nebyly jediné důvody, proč byli levharti pronásledováni. Cestovatel Carl Raswan zaznamenal v roce 1935 příhodu, kdy poblíž hranice mezi Saúdskou Arábií a Emirátem Transjordánsko narazila jeho skupina na levhartici se dvěma mláďaty, která se živila na mrtvé gazele. Jeden z lovců zastřelil samici a následně snědl její syrové srdce, neboť věřil, že z něj získá sílu. Další příčinou lovu je uspokojení poptávky trhu po levhartích produktech, především kůžích, zubech, lebkách a drápech. Například v Saúdské Arábii se na místních trzích prodávají kožešiny za 300 dolarů za kus. Obchodníci mrtvé levharty obvykle kupují od rodinných klanů z Jemenu, kde neexistuje zákaz lovu, respektive ho nelze vynutit. Přestože počty zvířat a tím pádem tržby stále klesají, pořád jde o lukrativní byznys a ukončení této činnosti se nepředpokládá. Levharti jsou na začátku 21. století tak vzácní, že je obtížné ulovit je pomocí střelných zbraní. Lidé proto kromě pastí používají i otrávené návnady. Ty nemusejí být ani určeny levhartům, ale jed usmrcuje bez rozdílů. Kromě cíleného zabíjení přispívají lidé k úbytku levhartů i nepřímo tím, že loví jejich kořist, a svou činností zmenšují jejich biotop. V některých oblastech jsou původní divocí savci vyhubení anebo tak vzácní, že levhartům nezbývá než zabíjet nehlídaná domácí zvířata.
V důsledku malé a fragmentované populace zbývajícím divokým levhartům velmi reálně hrozí příbuzenské křížení a všechny problémy, které z toho vyplývají. Izraelští levharti jím jsou již nepochybně zasaženi. Z 80. let 20. století máme potvrzeny tři případy, kdy se samice spářila se svým synem.

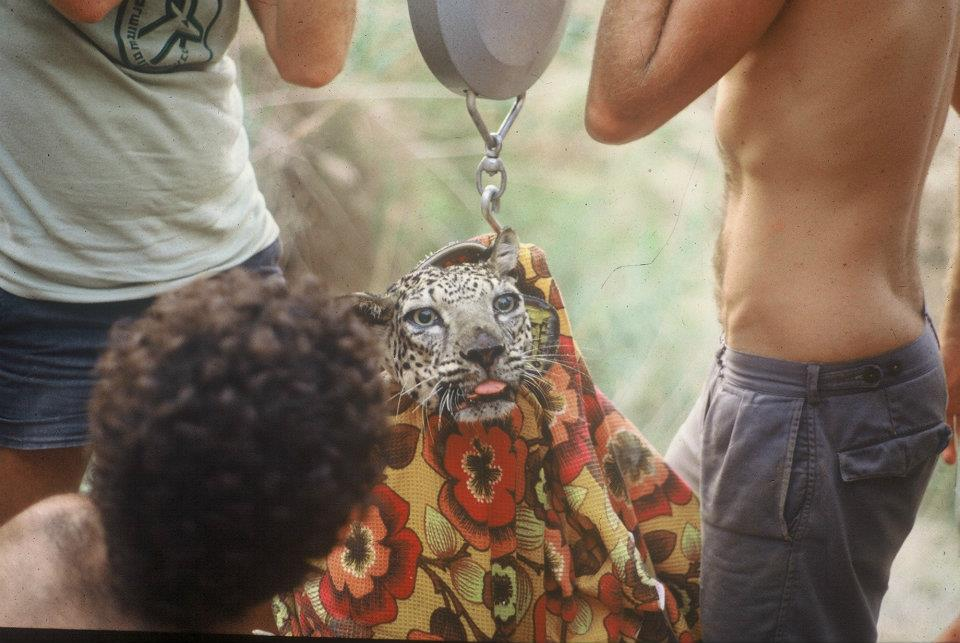
Vážení levharta arabského v Izraeli v 80. letech 20. století

Velmi nepříjemné následky může mít i špatně provedená pomoc. V 80. letech 20. století proběhl v Izraeli výzkum levhartů. Bylo vyfotografováno, odchyceno, změřeno a označeno několik jedinců. Levharti byli v té době považováni za poměrně běžné zvíře, jehož počty se zvyšují. Po skončení výzkumu bylo z Judské pouště přemístěno či zabito celkem 5 samic. To mělo pro místní populaci závažné následky. Najednou zde žilo mnohem více samců než samic. Levhartí samci se snaží spářit, jak je to jen možné. Pokud ale nenajdou říjnou samici, zabíjejí mláďata (a to i vlastní), aby samici do říje přivedli. Tato tzv. infanticida je u kočkovitých šelem poměrně běžná, ale v pohlavně nevyvážené populaci může mít fatální následky, neboť jestliže je samců mnohem více než samic, nemají tyto prakticky šanci odchovat mladé do dospělosti. Tato situace přivedla levharty v Judské poušti na pokraj vyhynutí.
Dalším problémem je nestabilní politická situace především v Jemenu, která nedovoluje účinné uplatňování jakékoliv ochranné legislativy.

## Ochrana

Dva levharti zabití v Jemenu

Levhart arabský (stejně jako ostatní levharti) je veden v příloze I v Úmluvě o obchodu s ohroženými druhy zvířat (CITES Apendix I) a jakýkoliv mezinárodní obchod s ním je zakázán. Mezinárodní svaz ochrany přírody (IUCN) vede tuto velkou kočku jako kriticky ohroženou již od roku 1996, přičemž jako ohrožená byla vyhodnocena v roce 1994.
Pokusy o záchranu zvířete začaly v 90. letech 20. století, když se zjistilo, že jeho počty se rapidně snižují. V Ománu byla v roce 1997 ustavena přírodní rezervace Jabal (Jebel) Samhan, která má plochu 4500 km². Zde umístěné fotopasti v letech 1997–2000 vyfotografovaly celkem 17 jedinců. V roce 2008 vznikl o šelmě dokumentární film, který byl z větší části točen v této ománské rezervaci, a kde je možno vidět jedinečné záběry několika jedinců. Stanice Al-Džazíra odvysílala v roce 2012 krátký dokument, kde kromě jiného ukázala mravenčí a často neúspěšnou snahu pracovníků rezervace zaznamenat v této oblasti přítomnost levhartů. Skupina dobrovolníků z Jemenu se zde učí, jak studovat, fotit a chránit levharty, a s těmito svými zkušenostmi se má pokusit chránit tuto šelmu ve své zemi. V roce 2014 zavedly ománské úřady kompenzaci pastevcům a chovatelům dobytka za případné škody způsobené levharty.
Existuje několik dalších projektů, jejichž cílem je zvíře zachránit, například Foundation for the Protection of the Arabian Leopard in Yemen. V Saúdské Arábii se na ochranu šelmy zaměřuje Saudi Wildlife Authority. Proklamovanou snahou je šířit osvětu mezi lidmi, zkusit změnit zažitou představu o levhartovi jako škůdci a zabijákovi, získávat další informace a data, podporovat chovy v zajetí a lobbovat za vytvoření chráněných území a propojit je koridory. To jsou také hlavní cesty jak levharta arabského zachránit před vyhynutím.

### Vzajetí
První zvířata pro chov v zajetí byla odchycena v roce 1985 v Ománu, a posléze došlo k založení chovné knihy. Vůdčím státem, jenž se snaží koordinovat chov v zajetí, se staly Spojené arabské emiráty. Od roku 1999 probíhá cílené množení této populace. K roku 2015 vlastní chovnou knihu Breeding Centre for Endangered Arabian Wildlife v Šardžá, kde zároveň žije nejvíc jedinců; koncem roku 2010 jich bylo 28. Několik kusů vlastní National Wildlife Research Centre v Taifu v Saúdské Arábii. Celkem se v zajetí nachází něco přes 70 zvířat, všechno potomci 14 zakladatelů. Cílem chovů je zachovat maximální možnou genovou diverzitu, čehož se dá nejlépe dosáhnout přidružením nových alespoň sedmi chovných zvířat a rozšířením počtu jedinců na 300 během 100 let. Ne všechny zoologické zahrady mají kladný dopad na populaci levhartů. Například v zoo Taiz v Jemenu jsou v důsledku občanské války podmínky pro chov katastrofální a levharti i jiná zvířata tam doslova umírají hlady. Kromě několika arabských států drží tyto levharty v zajetí už jen Izrael. Počty zvířat v soukromých chovech nejsou známy.

## Levharti v kultuře a mytologii

### Židé

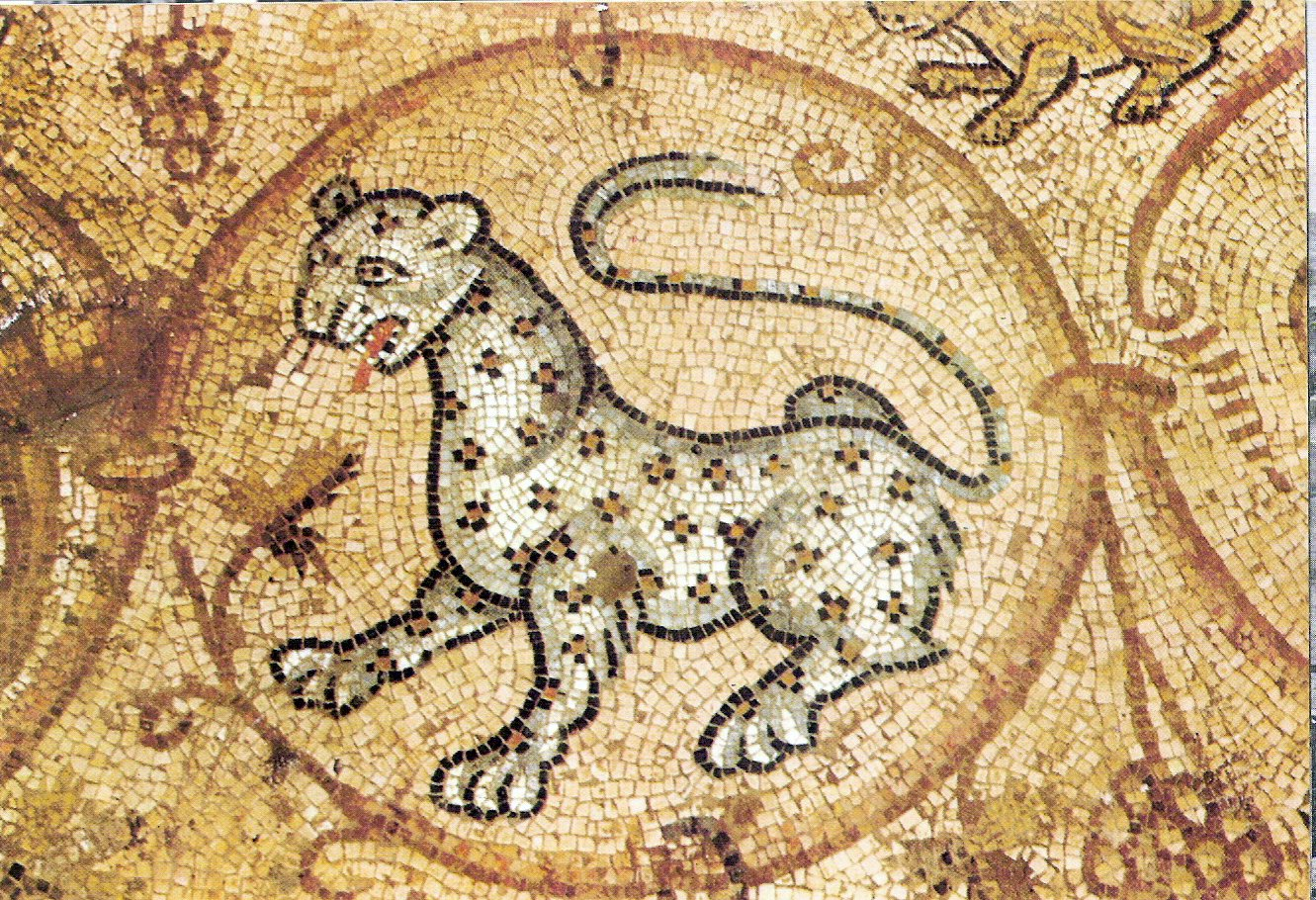
Mozaika ze synagogy Maon v Nirimu (Izrael) pochází ze 6. století n. l.

Na území dnešního Izraele se stýkaly areály tří poddruhů/forem levhartů – anatolského, sinajského a arabského. Z těchto tří poddruhů či regionálních forem přežívá na začátku 21. století v Izraeli již jen levhart arabský. Poslední anatolský levhart byl zabit v západní Galileji v roce 1965, k vymizení sinajského došlo o něco později. Jak však již bylo řečeno, toto dělení na poddruhy není jisté a uzavřené, a na obraz této šelmy v židovské kultuře a mytologii nemělo vliv.
Levhart se objevuje v Tanachu (z křesťanského pohledu označovaném jako Starý zákon), kde je v sedmé kapitole knihy Danielovy uveden jako třetí ze čtyř zvířat, jež symbolizují určitá království či říše. V šestém verši je popsán slovy „Potom jsem viděl, hle, další zvíře bylo jako levhart a mělo na hřbetě čtyři ptačí křídla. Bylo to zvíře čtyřhlavé a byla mu dána vladařská moc.“ Jedná se o zpodobnění Řecka – buď jako symbol jeho expanze do všech světových stran nebo následné rozdělení Makedonské říše na čtyři díly. Proč právě levhart představuje Řecko, není jisté. Možná je to proto, že Řekové (Makedonci) si jako třetí říše v pořadí podmanili Izrael (levhart = třetí nejsilnější zvíře oblasti po lvu a medvědovi), anebo pro krásu, jež je připisována jak levhartovi, tak této zemi, či pro rychlý a nebojácný rozmach řeckého vlivu a kultury.
V Mišně je levhart zmíněn jako symbol odvahy a nebojácnosti, v některých případech přecházející v drzost a nelítostnost, přičemž toto přirovnání není ani čistě kladné ani záporné. V Pirkej avot (5:20) se praví: „Buď odvážný jako levhart, lehký jako sup, rychlý jako gazela a silný jako lev, abys vyplnil vůli svého Nebeského Otce.“ (הֱוֵי עַז כַּנָּמֵר, וְקַל כַּנֶּשֶׁר, וְרָץ כַּצְּבִי, וְגִבּוֹר כָּאֲרִי לַעֲשׂוֹת רְצוֹן אָבִיךָ שֶׁבַּשָּׁמָיִם.‎).

### Arabové
Někteří Arabové považují levharta za symbol statečnosti a pokud se chtějí o někom vyjádřit jako o odvážném či statečném, mohou použít slovo nimr.

### Film
- Levhart arabský z Ománu, Dokumentární film VB (2008) [online]. [cit. 2016-05-19]. Dostupné online.